# 지옥에서 보낸 한 철
《지옥에서 보낸 한 철》(프랑스어: Une Saison en Enfer)은 프랑스의 시인 랭보가 1873년에 출판한 시집이다. 랭보 그 자신에 의해 출판된 유일한 책이며, 초현실주의자를 포함하여 후대의 시에 상당한 영향을 끼쳤다.

## 저작과 출판 역사
랭보는 수록 시를 프랑스와 벨기에 국경에 있는 샤르빌 근처의 로체에 있는 가족의 농장에서 1873년 4월부터 쓰기 시작하였다. 그 다음 몇 주 동안 시인 폴 베를렌과 벨기에를 통하여 런던으로 여행을 떠났다. 1872년 봄에 랭보와 베를렌은 복잡한 동성애 관계를 시작하였고 자주 말다툼을 하였다. 베를렌은 몇 차례 자살 시도를 하고 주정을 부렸다. 둘이 1873년 브뤼셀에 머물 때 랭보가 베를렌을 떠나겠다고 하자 베를렌은 리볼버로 세 발의 총알을 쏘고, 한 발이 랭보를 다치게 하였다. 베를렌은 체포되어 2년의 징역을 선고받았다. 랭보는 베를렌과의 이별 후에 집으로 돌아와 작품을 완성하고 《지옥에서의 한 철》을 출판하였다. 그러나 랭보의 평판은 베를렌과의 행위 때문에 떨어져 있었고, 파리의 예술, 문학 서클로부터 혹평과 무시를 받았다. 랭보는 분노하며 원고를 불태우고 다시는 시를 쓰지 않았다.

## 형식
수록된 산문 시는 느슨하게 아홉 개의 부분으로 나뉜다.
- 도입
- 나쁜 피 (프랑스어: Mauvais sang, 영어: Bad Blood)
- 지옥의 밤 (프랑스어: Nuit de l'enfer, 영어: Night of hell)
- 헛소리 1: 어리석은 처녀 - 지긋지긋한 배우자 (프랑스어: Délires I: Vierge folle – L'Époux infernal, 영어: Delirium 1: The Foolish Virgin – The Infernal Spouse)
- 헛소리 2: 단어의 연금술 (프랑스어: Délires II: Alchimie du verbe, 영어: Delirium 2: Alchemy of Words)
- 불가능한 것 (프랑스어: L'impossible, 영어: The Impossible)
- 번개 (프랑스어: L'éclair, 영어: Lightning)
- 아침 (프랑스어: Matin, 영어: Morning)
- 작별 (프랑스어: Adieu, 영어: Farewell)